# Premis Ondas 1955
Els Premis Ondas 1955 van ser la segona edició dels Premis Ondas, atorgades el 14 de novembre de 1955. En aquesta edició es diferencien les categories de premis en Premis Nacionals i Premis Locals.

## Palmarès

### Nacionals ràdio
- Millor actriu: Matilde Conesa - Radio Madrid
- Millor locutora: Luisa Fernanda Martí - Radio Madrid
- Millor programa esportiu: Carrusel - Ràdio Madrid
- Millor locutor: José Luis Pécker - Radio Madrid
- Millor actor: Teófilo Martínez - Radio Madrid
- Pel programa "Escac a l'orquestra": - Radio Madrid
- Com a atracció nacional: El xou de Tip y Top
- Pel programa benèfic: Ràdio Nacional d'Espanya a Barcelona
- Millor director de programes: Luis Durán
- Millor periodista esportiu: Enrique Gil de la Vega Gilera
- Millor programa de qualitat: Mio Cid Radio Madrid
- Millor atracció internacional: Alberto Castillo
- Millor guionista: José Mallorquí
- Millor programa Infantil: Pau Pi de Ràdio Barcelona
- Millor programa religiós: Alianza del Credo Radio Barcelona
- Millor programa folklòric: Cançons i danses de Catalunya Ràdio Barcelona

### Locals
- Millor locutora: María Fernanda Martínez de Ràdio València
- Millor locutora: Beatriz Cervantes de Radio Intercontinental Madrid
- Millor actriu i locutora: Lolita Cervantes de Radio España de Madrid
- Pel seu programa El rosario en familia, el Reverend Patrick Peyton
- Per les seves obres radiofòniques: Cayetano Luca de Tena
- Pel seu programa "Los progressos científicos", Manuel Vidal Españó de Ràdio Barcelona
- Per les seves xerrades esportives a Radio Bilbao Eduardo Ruiz de Velasco
- Millor locutor esportiu: Matías Prats Cañete
- Millor redactor cap: Jesús Cuevas de Ràdio Albacete
- Millor locutor: Fernán de Radio Madrid
- Per programes locals: Vicente Calpe Tony
- Millor locutor i periodista: Federico Gallo Lacárcel de RNE Barcelona
- Millor locutor i escriptor: Joaquín Soler Serrano de Radio España a Barcelona
- Millor locutor i animador: Rafael Santisteban
- Millor locutor i escriptor: Fernando Goyena de Radio Tánger